# Adelocephala hodeva
Adelocephala hodeva är en fjärilsart som beskrevs av Druce 1904. Adelocephala hodeva ingår i släktet Adelocephala och familjen påfågelsspinnare. Inga underarter finns listade i Catalogue of Life.